# Bao Zheng

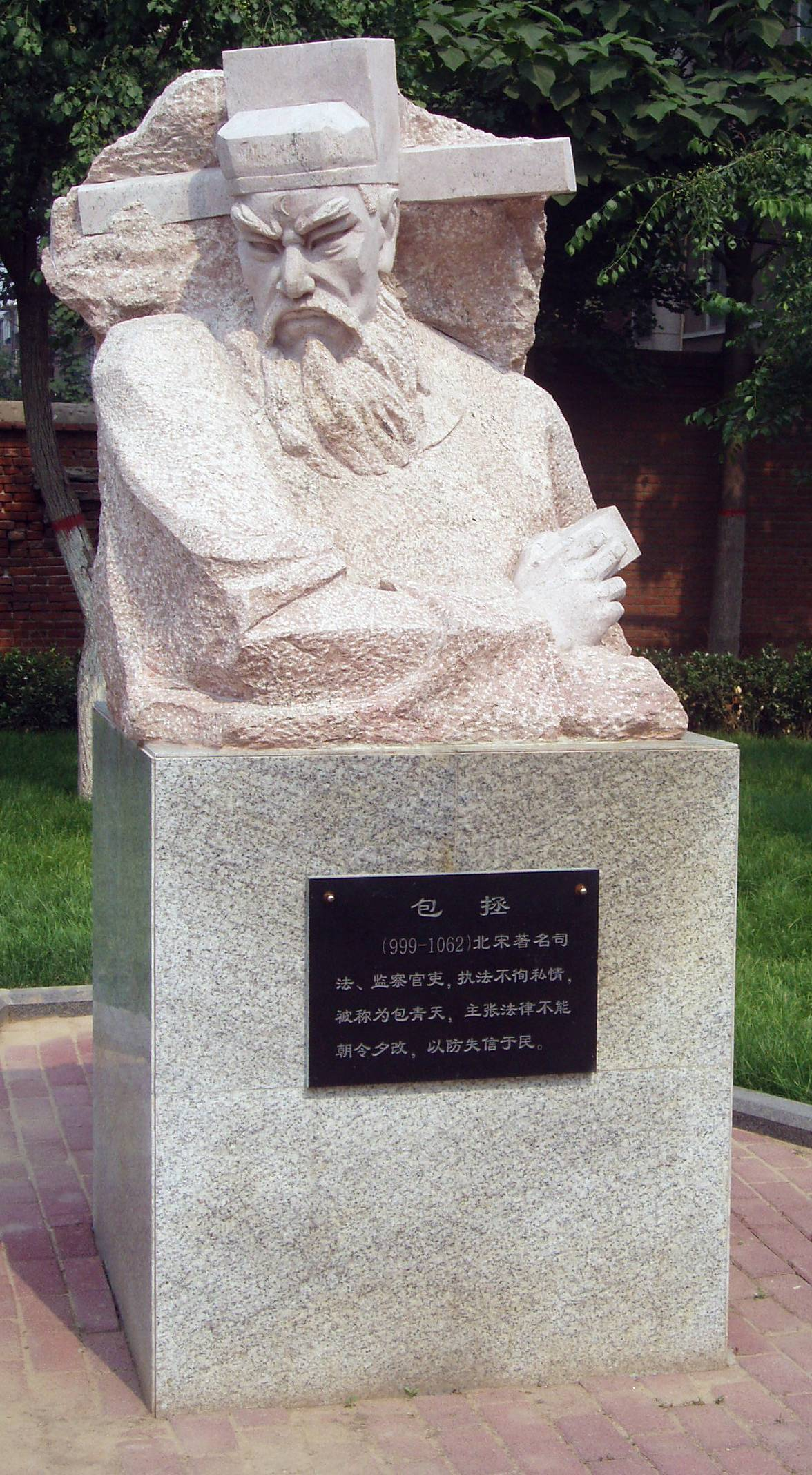
Statue von Bao Zheng

Bao Zheng (chinesisch 包拯, Pinyin Bāo Zhěng, W.-G. Pao Cheng; * 999; † 1062) war ein Richter aus der Song-Dynastie.
Während seiner Dienstzeit erreichte er durch die Erleichterung von Tributabgaben und sozialliberaler Wirtschaftspolitik große Popularität. Er leitete mehrere Prozesse gegen Staatsbeamte und verurteilte mehrere korrupte Adelige und Beamte zum Tode. Nach seinem Tode wurden ihm bei Rechtsstreitigkeiten Opfer gebracht, um ein positives Urteil zu erwirken. Viele Städte ernannten Bao Zheng zu ihrem Stadtgott. 400 Jahre nach seinem Tod wurde er als Idealrichter in verschiedenen Richtergeschichten verwendet. Durch seine Popularität wurde er in Abenteuergeschichten zu Richter Bao [Wade-Giles: Pao] mystifiziert. Bert Brecht nahm ihn zum Vorbild für den Kaukasischen Kreidekreis.